# Коко (горила)
 Ко́ко  (скорочення від яп. Hanabi-Ko — «дитя феєрверку», нар. 4 липня 1971 — пом. 19 червня 2018) — самиця горили, яка унаслідок дослідницької програми вчених Стенфордського університету, під керівництвом Франсін Паттерсон, оволоділа більш ніж тисячею знаків амслену і була здатна сприймати на слух та розуміти близько двох тисяч англійських слів.
Коко повідомляла, коли їй погано, і навіть могла висловити на шкалі силу болю. Тим не менш, вона воліла терпіти, поки біль не стане дуже сильним.
Коефіцієнт розумового розвитку її знаходився у проміжку по між 75 до 95.
Вона вміла жартувати та описувати свої почуття — смуток, невдоволення. Найвідоміший жарт Коко: вона кокетливо називала себе «хорошою пташкою», заявляючи, що вміє літати, але потім зізналася, що це не всерйоз. Коли її партнер, горила Майкл, відірвав ногу у її ганчір'яної ляльки, Коко вибухнула страшною лайкою: «Ти брудний поганий туалет!». Коко чудово розуміла, що таке минуле і майбутнє. Коли вона втратила улюблене кошеня, то сказала, що воно пішло туди, звідки не повертаються.
Коко були відомі такі абстрактні поняття, як «нудьга» і «уява». Цікавий такий випадок: коли Коко побачила коня з вуздечкою в роті, вона сигналізувала «Кінь печальний», пояснивши — «Зуби». Також Коко дуже не любила митися у ванні і на фотографію іншої мавпи, яку вели в ванну, відреагувала: «Я там плакати».
Коко народилася 4 липня 1971 року у Сан-Франциско і більшу частину свого життя провела в містечку Вудсайд в Каліфорнії, однак планувалося її переселення до притулку для тварин на острові Мауї, розташованому на Гавайському архіпелазі.
Вона також була однією з небагатьох тварин, які мали власних тварин-компаньйонів: починаючи з 1984 року, Коко виховувала декількох кошенят, яким сама давала імена.
Ім'я тварини очевидно є відсиланням до святкування дня незалежності США і частих цього дня феєрверків.
Коко стала прообразом розмовляючих мавп в романі Майкла Крайтона «Конго».
Померла 19 червня 2018 року.